# 須賀川市内循環バス
須賀川市内循環バス（すかがわしないじゅんかんバス）は福島県須賀川市のコミュニティバスである。実際の運行は、福島交通須賀川営業所が受託している。

## 現行路線

### 東循環
- 須賀川駅前 - 栄町 - 公立病院前 - 北町 - 宮先町 - 中町 - 八幡町 - 市役所入口 - 六軒入口 - 鍋師橋 - 寺田 - 六軒団地 - 桜丘団地 - 南上野 - 南上野団地 - 北上野 - 東公民館 - 浜田鉱泉 - 上野団地 - 福島病院 - 仲の町 - 笠原工業前 - 須賀川駅前

→方向が北町先回り、←方向が仲の町先回り
土休日運休
両周り共に、オレンジ色のバスで運転

### 西循環
- 須賀川駅前 - 栄町 - 公立病院前 - 北町 - 宮先町 - 中町 - 八幡町 - 上八幡町 - 須賀川病院前 - 市民温泉 - 東の内 - はたけんぼ - 文化センター・アリーナ前 - 卸団地 - 西川 - 後田 - 池田記念病院 - 狐石 - 北向 - 池の上 - 山寺 - 新道 - 須賀川駅前

→方向が公立病院先回り、←方向が市民温泉先回り
土休日運休
公立病院先回りは黄色のバス、民温泉先回りは青色のバスで運転。

## 利用料金
- 1乗車につき、大人（中学生以上） 100円、小学生 50円
- 1日乗車券での利用が可能である（次項で解説）

## 利用にあたり
- NORUCA（ICカード）の利用が可能である
- 後（中）乗り後払い式である。
- 上記NORUCAだけではなく、現金の利用と、紙式専用1日乗車券の利用が可能である。1日有効で、200円で発売している。NORUCAへの記録媒体制度は、採用していない
- 「須賀川市内東循環バス」「須賀川市内西循環の2路線は、1日乗車券を利用する事により合計400円（大人の場合）であるが、200円で利用出来る
- 東循環と西循環との乗り継ぎは、「須賀川駅前」「栄町」「公立病院前」「北町」「宮先町」「中町」「八幡町」バス停で可能である

身体障害者手帳・療育手帳・精神障害者保健福祉手帳保持者は、運転手へ申告する事で利用料金が半額となる

## 備考
須賀川市公式サイト（2015年4月1日発表）での表記は、同市長沼地区循環バス（後述）と同様、平成28年3月31日までの運行となります、と、表明している

## 歴史
- x年　所謂「一般路線バス」とは趣を異とするバスが、運行され始めた
- 平成23年5月9日から、「須賀川市内から運行している『須賀川市内西循環バス』は、須賀川駅前を発着として、公立病院、中町、八幡町、市民温泉、はたけんぼ、文化センター・アリーナ前、卸団地を中心とした中心市街地西部地域を運行しています。平成27年4月1日より、運行経路と時刻が変わります」と、サイトで公表されている。その際に、前記の長沼地域循環バス同様、平成28年3月31日までの運行となります。と、されている。
- 「須賀川市内東循環バス」は、「須賀川駅前」「公立病院前」「中の町」「桜岡団地」「南上野団地」「東公民館」「仲の町」などの中心市街地東部地域を運行しています、と公式サイトで公表されている。また、利用者からの要望やJR東北本線への乗り継ぎを考慮し、さらなる利便性を向上するため、平成26年4月1日から運行時間を変更しました（要旨）と、公式サイトに標記されている。
- 福島交通公式サイトによると、「須賀川ディ特定被災地域交通事業調査」との言葉が添えられた前提で「須賀川市内循環バス（平日運行）　x年7月17日より須賀川駅前発着に変更し運行します」と、ある。同時に「福島交通ICカード『NORUCA』がご利用できます!」とも書かれている。問い合わせ先は、同社須賀川営業所とも標記。